# Tereza Ramba
Tereza Ramba, rozená Voříšková, (* 29. června 1989 Praha) je česká filmová a divadelní herečka. Ztvárnila více než třicet filmových a seriálových rolí české i zahraniční produkce. Je držitelkou Českého lva pro nejlepší herečku v hlavní roli za film Vlastníci, v němž ztvárnila postavu paní Zahrádkové.

## Život
Vystudovala Pražskou konzervatoř, od tří let byla tanečnicí folklorního souboru Valášek. Stala se patronkou Mental Power Prague Film Festival – mezinárodního filmového festivalu (ne)herců s mentálním a kombinovaným postižením. V roce 2019 se provdala za tanečníka Matyáše Rambu a 14. listopadu 2019 přes Instagram oznámila, že se jí před několika týdny narodilo dítě. V srpnu 2021 stejně oznámila, že s manželem čekají druhé dítě. Mira se narodila 20. ledna 2022.

## Kariéra
Ze začátku kariéry se v roce 2005 zúčastnila konkurzu na film Rafťáci, kde si jí všiml režisér Karel Janák a vybral si ji pro postavu drsné vodačky Radky. Pod jeho vedením se znovu objevila ve filmu Ro(c)k podvraťáků, přičemž právě v roce 2006 se objevila až ve třech kinových filmech.
Zahrála si v britském seriálu Borgia či americkém seriálu The Missing. V české produkci se objevila ve filmech Zemský ráj to na pohled, Bobule, Laputa nebo Po strništi bos pod vedením oscarového režiséra Jana Svěráka. Za výkon ve snímku Vlastníci obdržela Českého lva pro nejlepší herečku v hlavní roli.
Několik let hrála v Divadle Komedie. Roli Julie ztvárnila v Shakespearově hře Romeo a Julie na Letních shakespearovských slavnostech. V březnu 2020 vydala knižní prvotinu DobroDruhům s ilustracemi sestry Sáry Voříškové. V knize popsala cestovatelské zážitky z dvaceti států.

### Filmy
- Rafťáci (2006) – Radka
- Ro(c)k podvraťáků (2006)
- Svatba na bitevním poli (2008)
- Bobule (2008)
- Venkovský učitel (2008)
- Peklo s princeznou (2009) princezna Aneta
- Ať žijí rytíři! (2009)
- 2Bobule (2009)
- Zemský ráj to na pohled (2009)
- Ctrl Emotion (2009)
- Alois Nebel (2011) – Dorothe
- Rozkoš (2013)
- Všiváci (2014) – Róza
- Život je život (2015)
- Laputa (2015) – Johanka
- Padesátka (2015) – Kateřina
- Po strništi bos (2017) – maminka
- Chata na prodej (2018) – dcera
- Vlastníci (2019) – paní Zahrádková
- Promlčeno (2019)
- 3Bobule (2020)
- O vánoční hvězdě (2020) – hvězda Denička
- Deníček moderního fotra (2021)
- Betlémské světlo (2022)
- Buď chlap! (2023)
- Zápisník alkoholičky (2024)
- Franta mimozemšťan (2024)
- Cukrkandl (2025)

### Televize
- Místo v životě (TV seriál, 2006)
- Trapasy (TV seriál, 2007)
- BrainStorm (TV film, 2008)
- Kanadská noc (TV film, 2008)
- Černá sanitka (TV seriál, 2008)
- Soukromé pasti (TV seriál, 2008)
- Kriminálka Anděl (TV seriál, 2008)
- Ďáblova lest (trojdílný TV film, 2009)
- Borgia (TV seriál, 2011)
- Znamení koně (TV seriál, 2011)[9]
- Missing (Pohřešovaný) (TV seriál, 2012)
- Nevinné lži – epizoda Hvězdička (TV seriál, 2013) – Natálie
- Případ pro exorcistu (TV minisérie, 2015)
- Reportérka (TV minisérie, 2015)
- Modré stíny (TV minisérie, 2016)
- Pět mrtvých psů (TV minisérie, 2016)
- Hlas pro římského krále (TV film, 2016) – Blanka z Valois
- Dabing Street (televizní seriál, 2018)
- Vodník (televizní seriál, 2019)
- Živé terče (televizní seriál, 2019)
- O vánoční hvězdě (TV film, 2020)
- Docent (TV minisérie, 2023)

### Videoklipy

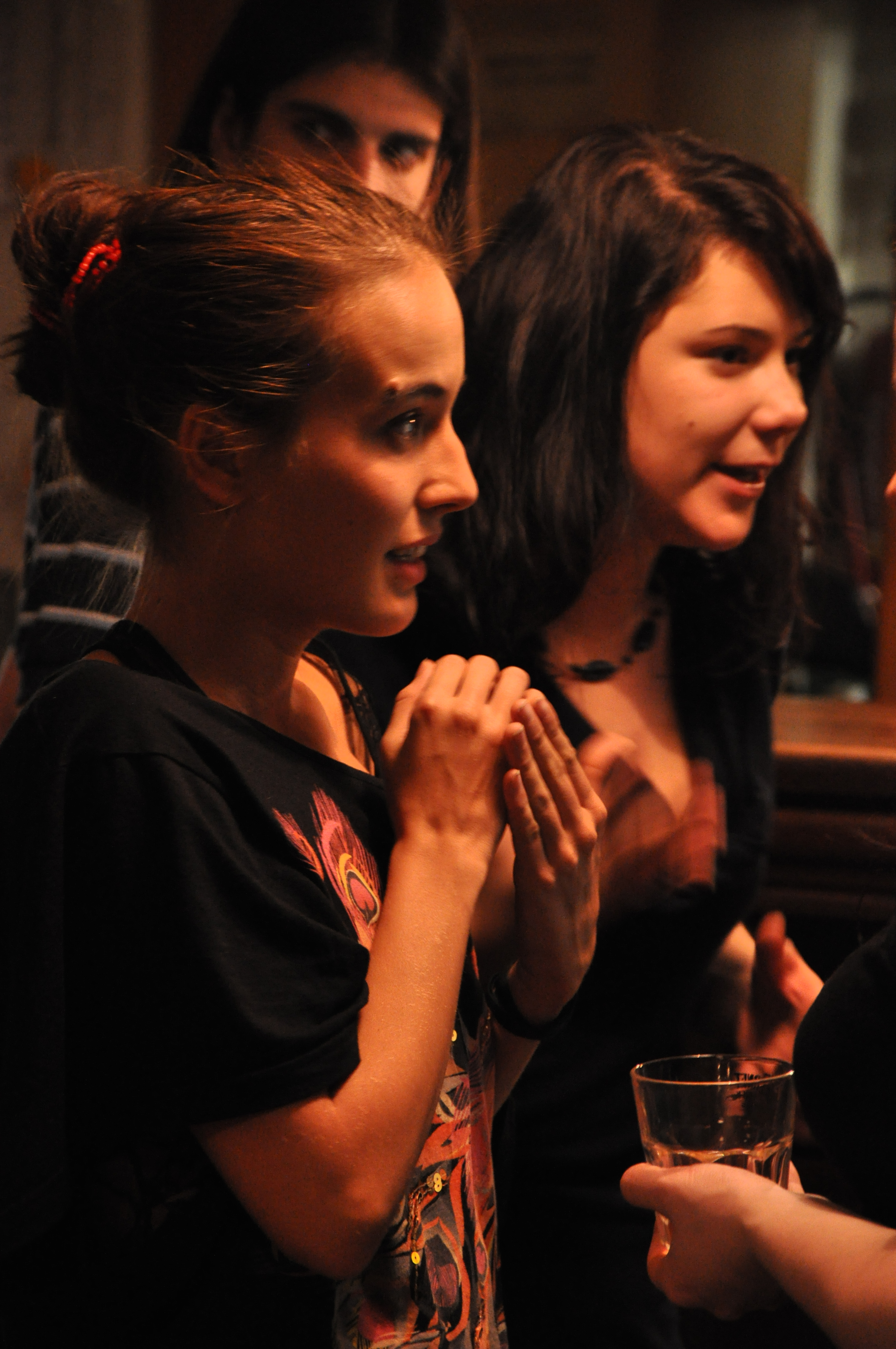
Tereza Voříšková (vlevo) a Ivana Korolová na premiéře hry Noc bláznů

Již v roce 1998 se objevila v klipu Medvídek skupiny Lucie (album Větší než malé množství lásky), v roce 2012 si zahrála ve videoklipu Legosvět skupiny Nebe (album Legosvět) a v roce 2016 účinkovala v klipu Nadčasová (album A/B z roku 2015) skupiny Tata Bojs.

## Divadlo
- Mnoho povyku pro nic, Švandovo divadlo Praha (premiéra 3. března 2009) – Héró
- Jean-Paul Sartre: S vyloučením veřejnosti, divadelní společnost Nevítaní, A studio Rubín
- Sensex, Divadlo konzervatoře, Divadlo Járy Cimrmana, 2009
- Luis Nowra: Noc bláznů, divadelní společnost Nevítaní, Divadlo ABC, 2010 – Julie
- Mistr a Markétka, Divadlo konzervatoře, Divadlo Járy Cimrmana, 2010 – Markétka
- Romeo a Julie, Letní shakespearovské slavnosti, 2015 – Julie
- Amerikánka, divadlo Jatka 78, od 2018 – „Amerikánka“ Ema Černá